# جوليان جاين
جوليان جاينز (27 فبراير 1920 - 21 نوفمبر 1997) كان باحثًا أمريكيًا في علم النفس في جامعتي ييل وبرينستون لنحو 25 عامًا، اشتهر بكتابه الذي صدر عام 1976 بعنوان «منشأ الوعي في إنهيار العقل ثنائي الأبعاد». كرس حياته المهنية لمفهوم الوعي: «الفرق بين ما يراه الآخرون منا وبين إحساسنا بأنفسنا والمشاعر العميقة الكامنة وراءه. ... لقد كان الرجال واعين بمشكلة الوعي منذ أن ظهر الوعي تقريبًا». يتناول حل جاينز العديد من التخصصات بما في ذلك علم الأعصاب واللسانيات وعلم النفس وعلم الآثار والتاريخ والدين وتحليل الأدب القديم.

## حياته المبكرة
ولد جاينز وعاش في ويست نيوتن، ماساتشوستس، ابنًا لجوليان كليفورد جاينز (1854–1922)، وهو قس موحدي، وكلارا بولارد جاينز (1884–1980). كان لديه أخت أكبر منه تدعى هيلين، وأخ أصغر يدعى روبرت. كان لدى العائلة منزل صيفي في كيبوتش، جزيرة الأمير إدوارد، وهو المكان الذي أحبه جاينز، والذي أحيا ارتباطه بكندا طوال حياته.
في صيف عام 1939، سجل للالتحاق بجامعة هارفارد لكنه حصل على منحة دراسية من جامعة مكغيل، حيث تخرج عام 1941 بدرجة البكالوريوس في علم النفس، ثم بدأ دراساته العليا في جامعة تورنتو لمعرفة المزيد عن الدماغ. توقفت دراساته خلال الحرب العالمية الثانية: بسبب مبادئه التوحيدية، تقدم ونجح بطلب الحصول على الاعتراف الرسمي باعتباره معارضًا للخدمة العسكرية، لكنه رفض الامتثال لقانون الحكومة الأمريكية الخاص بالسلاميين؛ قضى جاينز ثلاث سنوات في إصلاحية لويسبورغ، في بنسيلفانيا، حيث كان يعمل في مستشفى السجن. عند إطلاق سراحه في عام 1946، التحق بجامعة ييل على أمل أن يجد في سلوك الحيوان أدلة على بدايات ظهور الوعي. حصل جاينز على درجة الماجستير في عام 1948، ثم رفض قبول الدكتوراه، مرة أخرى بسبب خلاف حول «مبدأ» المؤهلات التعليمية. بعد جامعة ييل، أمضى جاينز عدة سنوات في إنجلترا يعمل ممثلًا وكاتبًا مسرحيًا.

## حياته المهنية
عاد إلى جامعة ييل في عام 1954، وعمل مدرّسًا ومحاضرًا حتى عام 1960، وقدم مساهمات كبيرة في مجالات علم النفس التجريبي والتعلم وعلم السلوك الحيواني وشارك في نشر العديد من الأوراق البحثية مع فرانك أ. بيتش. بدأ جاينز في تحويل تركيزه إلى علم النفس المقارن وتاريخ علم النفس، وفي عام 1964، أصبح باحثًا مشاركًا في جامعة برينستون. هناك، أصبح صديقًا لإدوين بورينغ، ومع وجود متسع من الوقت لمتابعة قضية الوعي، أصبحت برينستون موطنه الأكاديمي حتى عام 1995.
بعد نشر كتاب منشأ الوعي في إنهيار العقل ثنائي الأبعاد، دُعي جاينز كثيرًا للتحدث في المؤتمرات وليكون محاضرًا ضيفًا في جامعات أخرى. وفي عام 1984، دُعي لإلقاء المحاضرة العامة في ندوة فيتغنشتاين في كيرشبيرغ، النمسا. ألقى ست محاضرات رئيسية في عام 1985 وتسع في عام 1986. حصل على درجة الدكتوراه الفخرية من كلية رود آيلاند في عام 1979 وأخرى من كلية إليزابيثتاون في عام 1985.